# Yeangder Open
Het Yeangder Open is een jaarlijks golftoernooi in Taiwan, dat deel uitmaakt van de Taiwan LPGA Tour. Het maakte ook deel uit van de Ladies Asian Golf Tour, in 2013 en 2014. Het werd opgericht in 2012 als de Yeangder Invitational en vindt sindsdien plaats op verschillende golfbanen in Taiwan.
Het wordt gespeeld in drie ronden (54-holes) en na de tweede ronde wordt de cut toegepast.

## Winnaressen
| Jaar                   | Golfbaan                                 | Stad                  | Winnares              | Score                 | Score                 | Info                            |
| Yeangder Invitational  | Yeangder Invitational                    | Yeangder Invitational | Yeangder Invitational | Yeangder Invitational | Yeangder Invitational | Yeangder Invitational           |
| ---------------------- | ---------------------------------------- | --------------------- | --------------------- | --------------------- | --------------------- | ------------------------------- |
| 2012                   | Orient Golf & Country Club               | Taoyuan               | Xie Yu Ling           | 213                   | –3                    | [ 1 ]                           |
| Yeangder (Ladies) Open |                                          |                       |                       |                       |                       |                                 |
| 2013                   | Tong Hwa Golf & Country Club             | Linkou                | Phoebe Yao po         | 209                   | –7                    | Won de play-off van Ai-Chen Kuo |
| 2014                   | Linkou International Golf & Country Club | Linkou                | Tamie Durdin          | 142                   | –2                    | 36-holes (regenweer)            |

| Toernooirecord |  | po = winnaar na play-off |

 Hitachi Ladies Classic ·
 Taifong Ladies Open ·
 TLPGA & Royal Open ·
 TLPGA Ladies Open I ·
 Mercuries Life Insurance Heritage Tour ·
 Chung Cheng Heritage Tour-spring ·
 Swinging Skirts LPGA Classic ·
 TLPGA Heritage Tour ·
 Yeangder Open ·
 KENDA Tires Open ·
 TLPGA Ladies Open II ·
 TLPGA Ladies Open III ·
 JING-DU Construction Open ·
 TLPGA & Tsai Hsing Heritage Tour ·
 TLPGA Ladies Open IV ·
 CTBC Ladies Open ·
 Party Golfers Open ·
 Fubon Taiwan Championship ·
 Chung Cheng Heritage Tour-autumn